# Heinz Steinitz

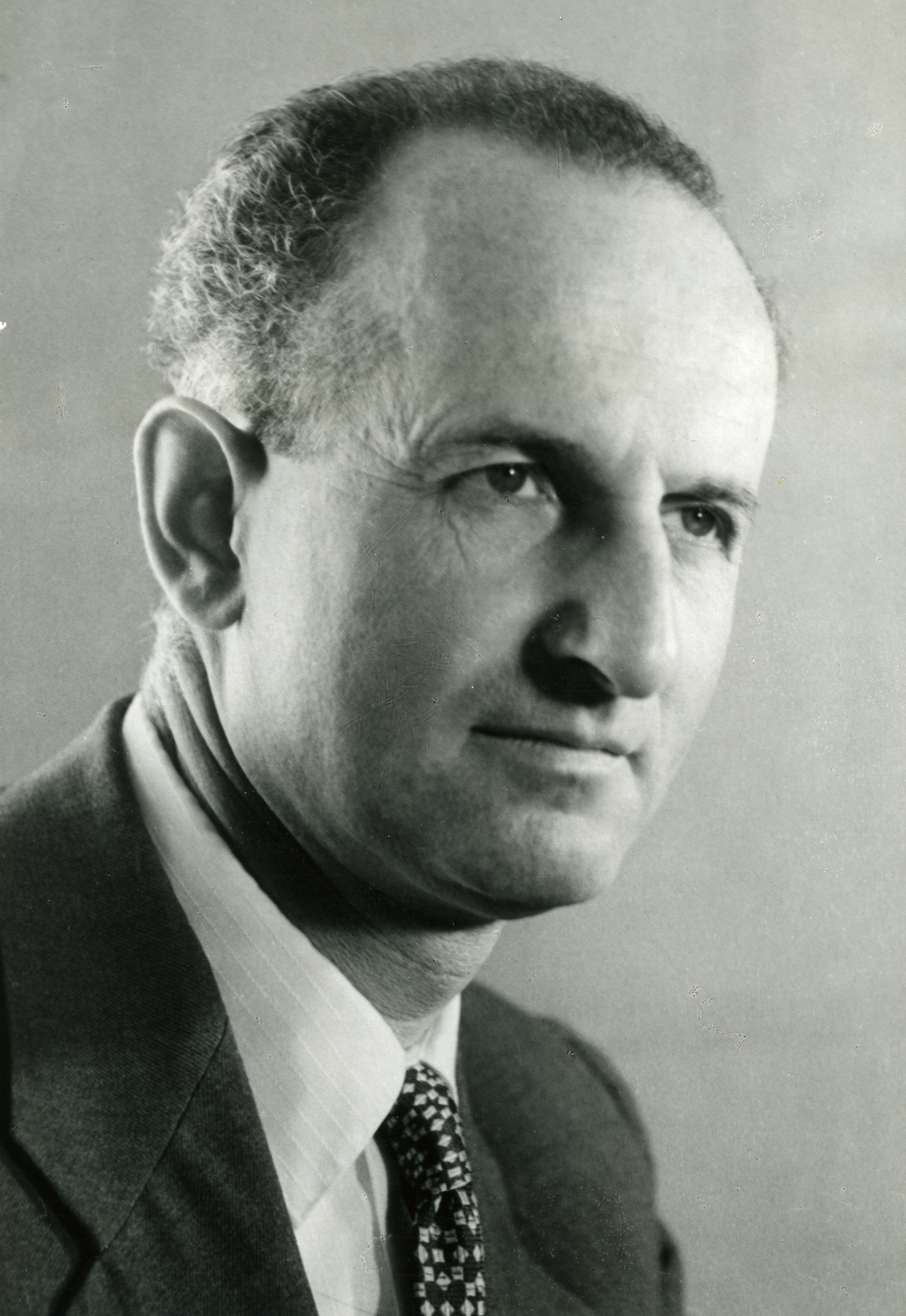
Heinz Steinitz, 1957

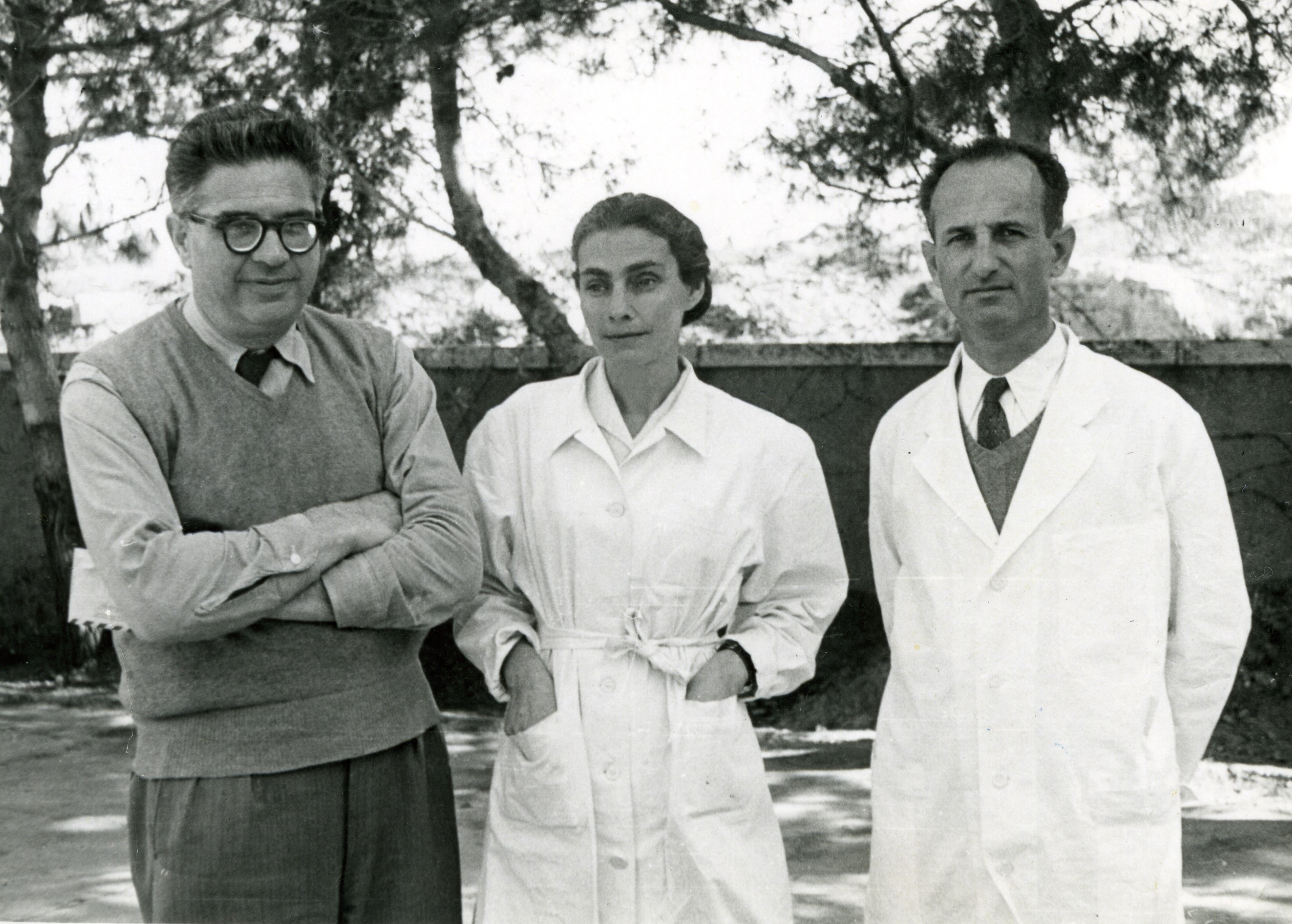
Georg Haas (li), Elisheva Goldshmit (mi) und Heinz Steinitz (re), 1955

Heinz Sigismund Steinitz (hebräisch הַייְנְץ שְׁטַייְנִיץ Hajnz Schṭajnīz; * 26. April 1909 in Breslau; † 28. April 1971 in Jerusalem) war ein israelischer Meeresbiologe und Ichthyologe deutsch-jüdischer Abstammung.

## Leben und Wirken
Steinitz war der Sohn des Hydrologen und Zoologen Walter Steinitz (1882–1963). Wie sein Vater studierte auch er Medizin, erlangte jedoch keinen Doktorabschluss. Anfang 1933 heiratete er Ruth Aber (1907–1995), die er während seines Studiums kennengelernt hatte, und die später in Israel eine renommierte Krebsforscherin wurde. Aus dieser Ehe gingen drei Söhne hervor. Bald darauf zog Steinitz mit seiner Familie nach Palästina, wo er aufgrund eines fehlenden Doktortitels keine Praktiziererlaubnis erhielt. Daraufhin widmete er sich einem Zoologiestudium an der Hebräischen Universität Jerusalem. 1938 war er der erste Student, der an dieser Universität zum Ph.D. in Zoologie promoviert wurde und einer der ersten Israelis, die ein Stipendium von der Yale University erhielten. Trotz seiner Dissertation über Schildläuse an Zitruspflanzen, wandte er sich nicht der Entomologie zu, sondern, wie sein Vater, der Ichthyologie und der Geschichte. 1957 wurde Steinitz Dozent für Wirbeltierzoologie und Geschichte an der Hebräischen Universität Jerusalem. 1968 wurde er zum Professor habilitiert. Daneben war er mehrere Jahre Vorsitzender der zoologischen Abteilung. Seine Seminare umfassten die Zoogeographie und spezielle Themen der Zoologie.
1953 gehörte Steinitz zu den Mitbegründern der Zoological Society of Israel. Gemeinsam mit dem verstorbenen Professor S. Adler war er 1965 Gründungsmitglied und Förderer der Fauna-Palästina-Kommission der Israelischen Akademie der Wissenschaften. Steinitz betrieb Forschungen über mehrere Fischfamilien, darunter Blenniidae, Cichlidae und Cyprinodontidae. Seine Studenten führte er in die Bereiche der Fischphysiologie und der Endokrinologie ein. Nach seinem Tod erwarb die Universität eine beeindruckende Fischsammlung, die ein grundlegendes Zeugnis der Ichthyofauna des Nahen Ostens und insbesondere des Roten Meeres darstellt.
Steinitz organisierte seine Expeditionen in der Tradition früherer Generationen. Zwischen 1938 und 1940 nahm er an einer Expedition in die Chulaebene teil. 1962 war er wissenschaftlicher Koordinator bei einem multidisziplinären Versuch, den See Genezareth zu erforschen. Vor allem war Steinitz vom Meer fasziniert. Nach der Unabhängigkeit Israels im Jahr 1948 begann Steinitz bei Eilat seine Forschungstätigkeit im Golf von Aqaba, wo er anfangs nur unter primitiven Bedingungen und unter erheblichen Schwierigkeiten arbeiten konnte. Steinitz’ frühere Assistenten während der Studien am Roten Meer gehörten später zu den Leitern der Tel Aviv School of Zoologists. 1968 wurde das Meeresbiologische Labor Eilat gegründet und 1972 in Heinz Steinitz Marine Biology Laboratory umbenannt.
1956 unternahm Steinitz eine Expedition zur Küste der Sinai-Halbinsel und 1962 leitete er das erste israelische Forscherteam zum Dahlak-Archipel im Roten Meer.
Steinitz war Herausgeber des Bulletin of the Sea Fisheries Research Station in Haifa. Daneben publizierte er die Reihen Contributions to the Knowledge of the Red Sea, Israel South Red Sea Expedition Scientific Reports, Contributions to the Knowledge of Lake Tiberias. Gemeinsam mit O. H. Oren veröffentlichte er die Werke Regional Bibliography of the Mediterranean coast of Israel and the adjacent Levant countries und Bibliography on Lake Kinnereth (Lake Tiberias). Eine von Steinitz geplante Monographie über die Südwasserfische Palästinas blieb unvollendet.
Steinitz veröffentlichte 53 Fachartikel, darunter die wissenschaftlichen Erstbeschreibungen zur Kinneret-Sardine (Acanthobrama terraesanctae), in Zusammenarbeit mit Henry Weed Fowler zu Garra barreimiae und zur Gattung Papilloculiceps, in Zusammenarbeit mit Adam Ben-Tuvia zu Tristramella sacra intermedia sowie in Zusammenarbeit mit Heinrich Mendelssohn zum Israelischen Scheibenzüngler (Latonia nigriventer).

## Dedikationsnamen
1997 wurde eine bis dato unbekannte Laubfroschart im Mamilla Reservoir vor der Altstadt von Jerusalem entdeckt. Das Forscherteam um Yehudah L. Werner nannte die neue Art Hyla heinzsteinitzi zu Ehren von Steinitz. Die Fischart Tylognathus steinitziorum (1950 von Curt Kosswig benannt und heute ein Synonym von Hemigrammocapoeta nana) war Heinz Steinitz und seinem Vater Walter gewidmet.
Weitere Fischarten und -unterarten, die nach Heinz Steinitz benannt wurden, sind Rubratella steinitzi (Pawlowski & Lee, 1991), Hydroides steinitzi (Ben-Eliahu, 1972), Bohadschia steinitzi (Cherbonnier, 1963), Typhlocirolana steinitzi (Strouhal, 1961), Aphanogmus steinitzi (Priesner, 1936), Elasmopus steinitzi (Ruffo, 1959), Pseudocyclops steinitzi (Por, 1968), Albunea steinitzi (Holthuis, 1958), Istiblennius steinitzi (Lotan, 1969), Scorpaenodes steinitzi (Klausewitz & Frøiland, 1970), Gammogobius steinitzi (Bath, 1971), Photoblepharon palpebratum steinitzi (Abe & Haneda, 1973), Cryptocentrus steinitzi (Klausewitz, 1974), Omobranchus steinitzi (Springer & Gomon, 1975), Cocotropus steinitzi (Eschmeyer & Dor, 1978) und Helcogramma steinitzi (Clark, 1980).